# Harald Braun
Pour les articles homonymes, voir Braun.
Harald Braun est un scénariste et réalisateur allemand, né le 26 avril 1901 à Berlin et mort le 24 septembre 1960.

## Biographie
Harald Braun est le père du réalisateur et scénariste  Michael Braun.

## Filmographie partielle

### Comme réalisateur

#### Au cinéma
- 1942 : Zwischen Himmel und Erde
- 1942 : Le Démon de la danse (en) (Hab' mich lieb!)
- 1944 : Nora (de)
- 1944 : Rêverie (de) (Träumerei)
- 1945 : Le Muet (de) (Der stumme Gast)
- 1947 : Entre hier et demain (de) (Zwischen gestern und morgen)
- 1949 : Veillée nocturne (de) (Nachtwache)
- 1950 : La Comète (Der fallende Stern)
- 1952 : Le Cœur du monde (Herz der Welt)
- 1952 : Papa a besoin d'une femme (de) (Vater braucht eine Frau)
- 1953 : Tant que tu m'aimeras (Solange Du da bist)
- 1953 : Son Altesse Royale (Königliche Hoheit)
- 1954 : Le Dernier Été (Der letzte Sommer)
- 1955 : Mon premier amour (Der Letzte Mann)
- 1956 : Régine (Regine)
- 1957 : Pour l'amour d'une reine (Herrscher ohne Krone)
- 1957 : La Tour de verre (de) (Der gläserne Turm)
- 1960 : La Peau d'un espion (Die Botschafterin)

#### À la télévision
- 1954 : Unsere kleine Stadt
- 1959 : Kabale und Liebe
- 1959 : O Wildnis

### Comme scénariste
- 1938 : Magda (Heimat) de Carl Froelich